# Rezerwat przyrody Dolina Strzyży
Rezerwat przyrody Dolina Strzyży (kaszb. Lasë w Dolëzné Strzëżë) – leśny rezerwat przyrody o powierzchni 38,52 ha w Gdańsku Brętowie, na południowym skraju Trójmiejskiego Parku Krajobrazowego. Został utworzony w 2007 roku. Posiada otulinę o powierzchni 39,31 ha.
Celem ochrony przyrody w rezerwacie jest zachowanie lasów łęgowych i grądowych w dolinie strugi Strzyża oraz stanowisk roślin gatunków chronionych i rzadkich. Rezerwat został wyodrębniony z powołanego w 2001 roku zespołu przyrodniczo-krajobrazowego „Dolina Strzyży” (o powierzchni 381 ha).
Najbliższe gdańskie osiedla to Matemblewo i Niedźwiednik. Zadaniem rezerwatu jest utworzenie otuliny dla tych osiedli, które powstały na terenach uprzednio zajętych przez środowisko leśne i zarośla (dokonano wycinki). Dzięki utworzeniu rezerwatu wymienione osiedla są chronione przed dalszą zabudową i stanowią enklawy w środowisku leśno-łąkowym.
Rezerwat przyrody Dolina Strzyży znajduje się na turystycznych szlakach Kartuskim i Skarszewskim. 
Teren rezerwatu jest zarządzany przez Nadleśnictwo Gdańsk, nadzór sprawuje Regionalna Dyrekcja Ochrony Środowiska.